# Italienische Gemeinden

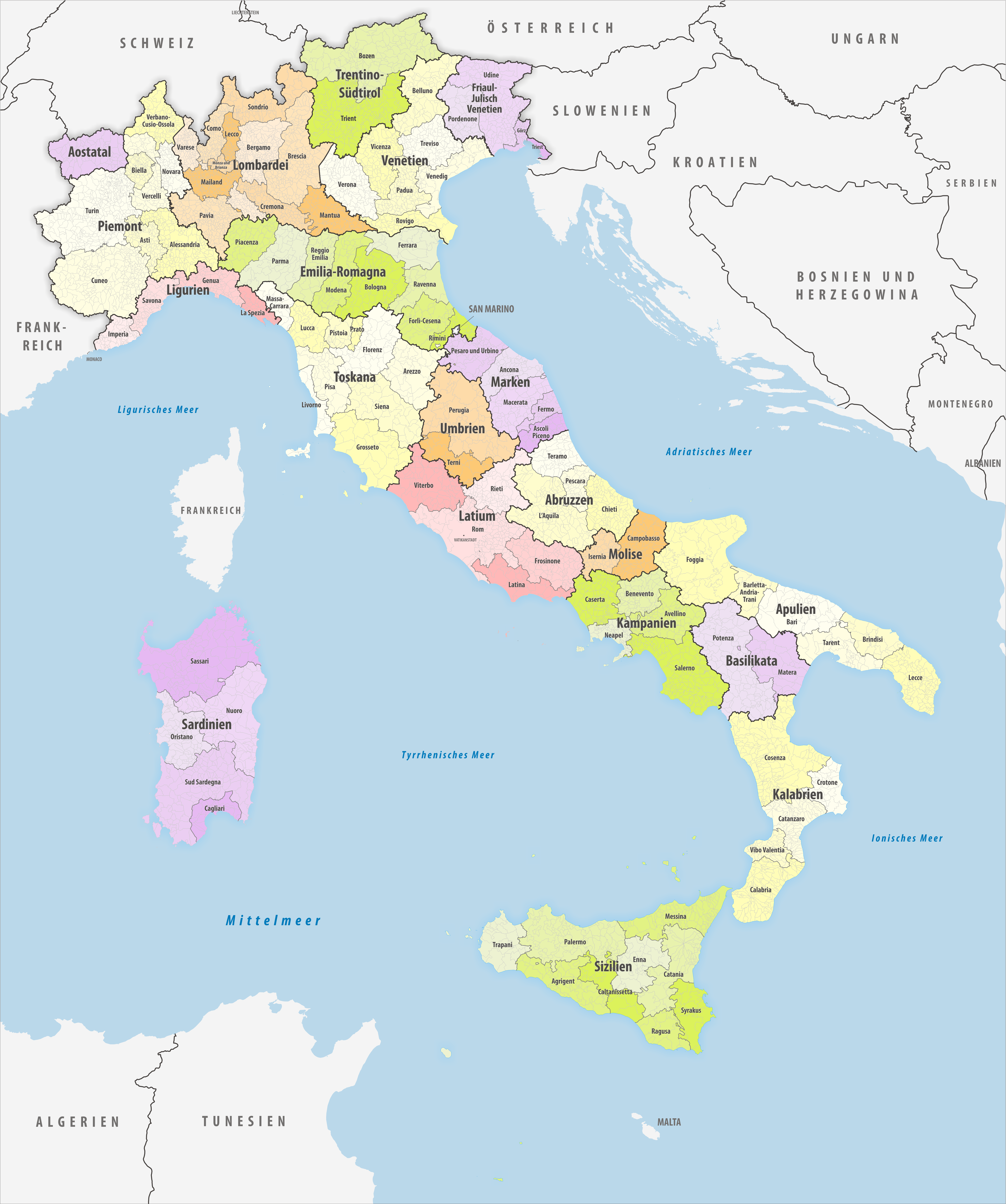
Die Gemeinden, Provinzen und Regionen Italiens (Stand 2024)

Die Gemeinden (italienisch comuni, Sg. comune) bilden in Italien die unterste Ebene der Gebietskörperschaften. Zum 22. Januar 2024 zählte das gesamtstaatliche Statistikinstitut ISTAT 7.896 Gemeinden.

## Aufbau

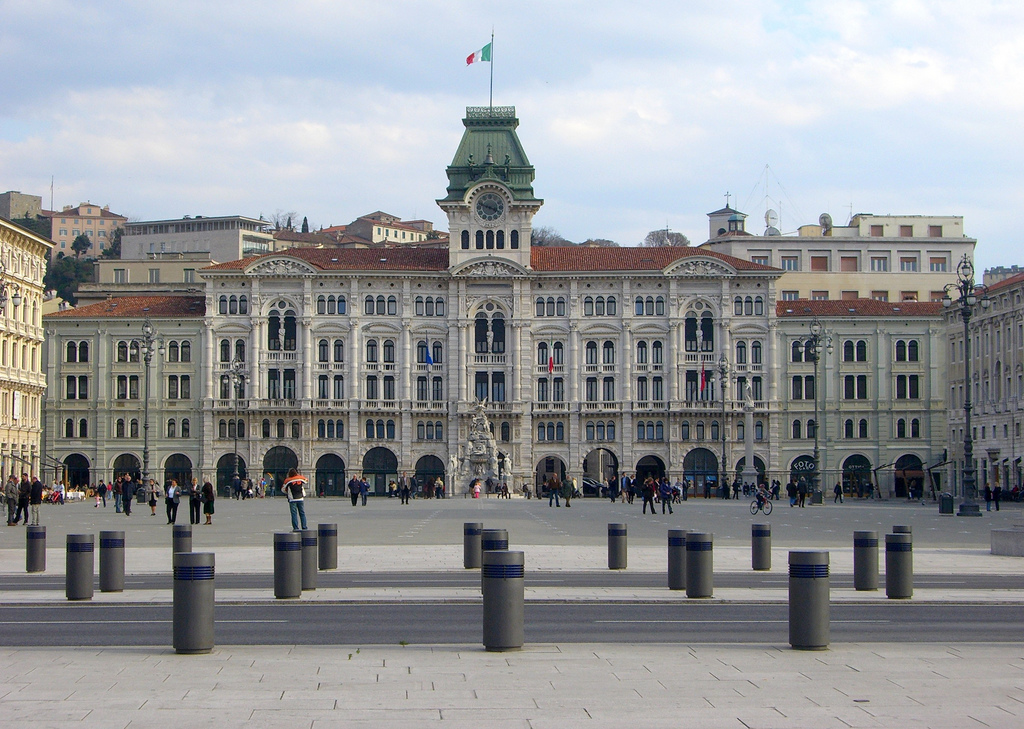
Das Rathaus Palazzo Comunale in Triest

Abgesehen vom Sonderstatus Roms als Hauptstadt besteht aus rechtlicher Sicht kein Unterschied zwischen den Gemeinden.
Für die Gemeindeordnung ist in den Regionen mit Normalstatut der Gesamtstaat, in den Regionen mit Sonderstatut die jeweilige Region zuständig. Das einschlägige gesetzesvertretende Dekret 267/2000 und die entsprechenden Gesetze der Regionen Aostatal, Trentino-Südtirol, Friaul-Julisch Venetien, Sizilien und Sardinien regeln die Belange der Gemeinden auf weitgehend einheitliche Weise. Unterschiedliche Kommunalverfassungen wie in Deutschland oder der Schweiz gibt es daher nicht.
Ähnlich wie in den Regionen (und früher auch in den Provinzen), gibt es auch in den Gemeinden drei Hauptorgane:
- den direkt gewählten Gemeinderat (italienisch consiglio comunale), mit 12 bis 60 Mitgliedern je nach Einwohnerzahl
- den direkt gewählten Bürgermeister (italienisch sindaco)
- den Gemeindeausschuss (italienisch giunta comunale), in dem die vom Bürgermeister ernannten Beigeordneten (italienisch assessori) sitzen. Jeder Assessor ist mit einem oder mehreren Sachgebieten betraut (z. B. Sicherheit, Umwelt, Tourismus).

Für Gemeinden besteht die Möglichkeit (ab einer bestimmten Einwohnerzahl die Pflicht), das Gemeindegebiet in Sprengel zu untergliedern, die der Dezentralisierung von kommunalen Funktionen dienen sollen (italienisch circoscrizioni di decentramento).
Weitläufige Gemeinden sind auf mehrere Ortsteile verstreut und werden frazioni (deutsch und in Südtirol „Fraktionen“) genannt. So besteht zum Beispiel die Gemeinde Brenner aus einigen Fraktionen, darunter der Hauptort Gossensaß.

## Funktionen

Streifenwagen der Gemeindepolizei von Campiglia Marittima, Provinz Livorno

Nach dem Grundsatz der Janusköpfigkeit wird zwischen kommunaler Selbstverwaltung und Auftragsverwaltung unterschieden.
Sämtliche Verwaltungsbefugnisse sind laut italienischer Verfassung (Art. 118) den Gemeinden zuerkannt, sofern sie nicht ausdrücklich anderen Gebietskörperschaften (Provinzen, Metropolitanstädten, Regionen, Gesamtstaat) übertragen sind. Insbesondere gehören Sozialleistungen und die Raumordnung zu den ursprünglichen Funktionen der Gemeinden.
Im Auftrag des Staates übernehmen die Gemeinden die Führung der Wahl-, der Melde- und Standesämter sowie der Ämter für Statistik. Ferner sind sie für die Ersterfassung der für den Wehrdienst in Frage kommenden Personen und deren Meldung ans Militär zuständig; wegen der Aussetzung der Wehrpflicht bleibt es derzeit bei Erfassung und Meldung.
Die meisten Gemeinden in Italien unterhalten zudem eine zivile Gemeindepolizei (italienisch Polizia Municipale), die dem jeweiligen Bürgermeister oder zuständigen Stadtrat untersteht und der Rechtsaufsicht der italienischen Regionen oder Autonomen Provinzen unterliegt. In der Regel ist die Gemeindepolizei für die Regelung und Überwachung des örtlichen Straßenverkehrs zuständig und übernimmt schutz- und verwaltungspolizeiliche Aufgaben, soweit sie nicht von nationalen Polizeibehörden wahrgenommen werden.

## Sonderstatus Roms

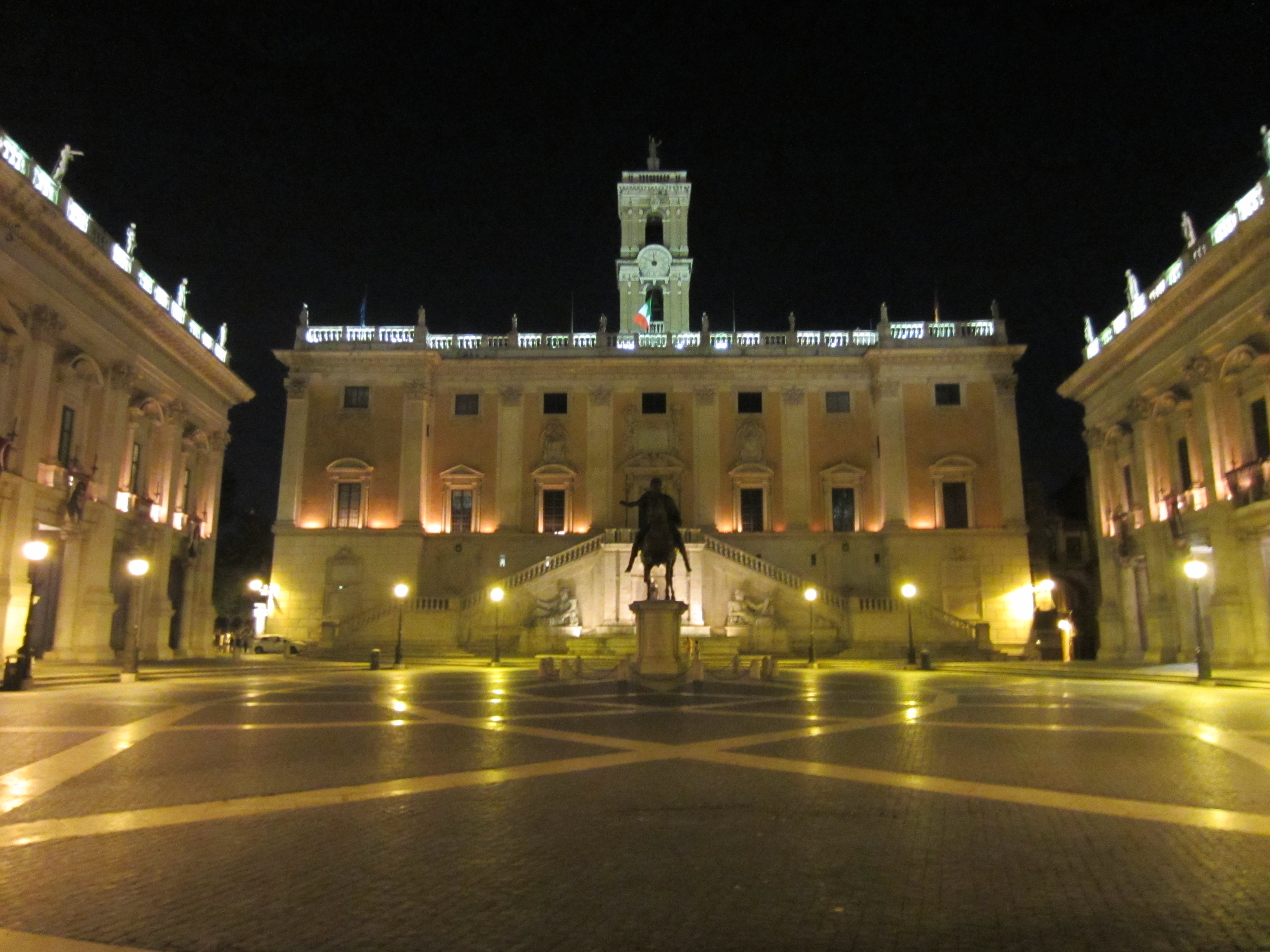
Der Senatorenpalast in Rom, Amtssitz des Bürgermeisters

Verfassungsgemäß nimmt Rom als Hauptstadt Italiens einen Sonderstatus ein (italienisch Roma Capitale). Dieser ist durch zusätzliche Normen präzisiert worden, die Rom erweiterte Funktionen zubilligen: die Erhaltung der Kulturgüter; die soziale und wirtschaftliche Entwicklung, mit besonderer Bezugnahme auf das produzierende Gewerbe und den Tourismus; die Stadtentwicklung und die Raumplanung; die Organisation und der Betrieb von städtischen Dienstleistungen, insbesondere öffentliche Verkehrsmittel; der Katastrophenschutz.
Die Bezeichnung des Gemeinderates als „kapitolinische Versammlung“ (italienisch assemblea capitolina) und der Gemeinderegierung als „kapitolinischer Ausschuss“ (italienisch giunta capitolina) sollen die Sonderstellung Roms unterstreichen.

## Metropolitanstädte

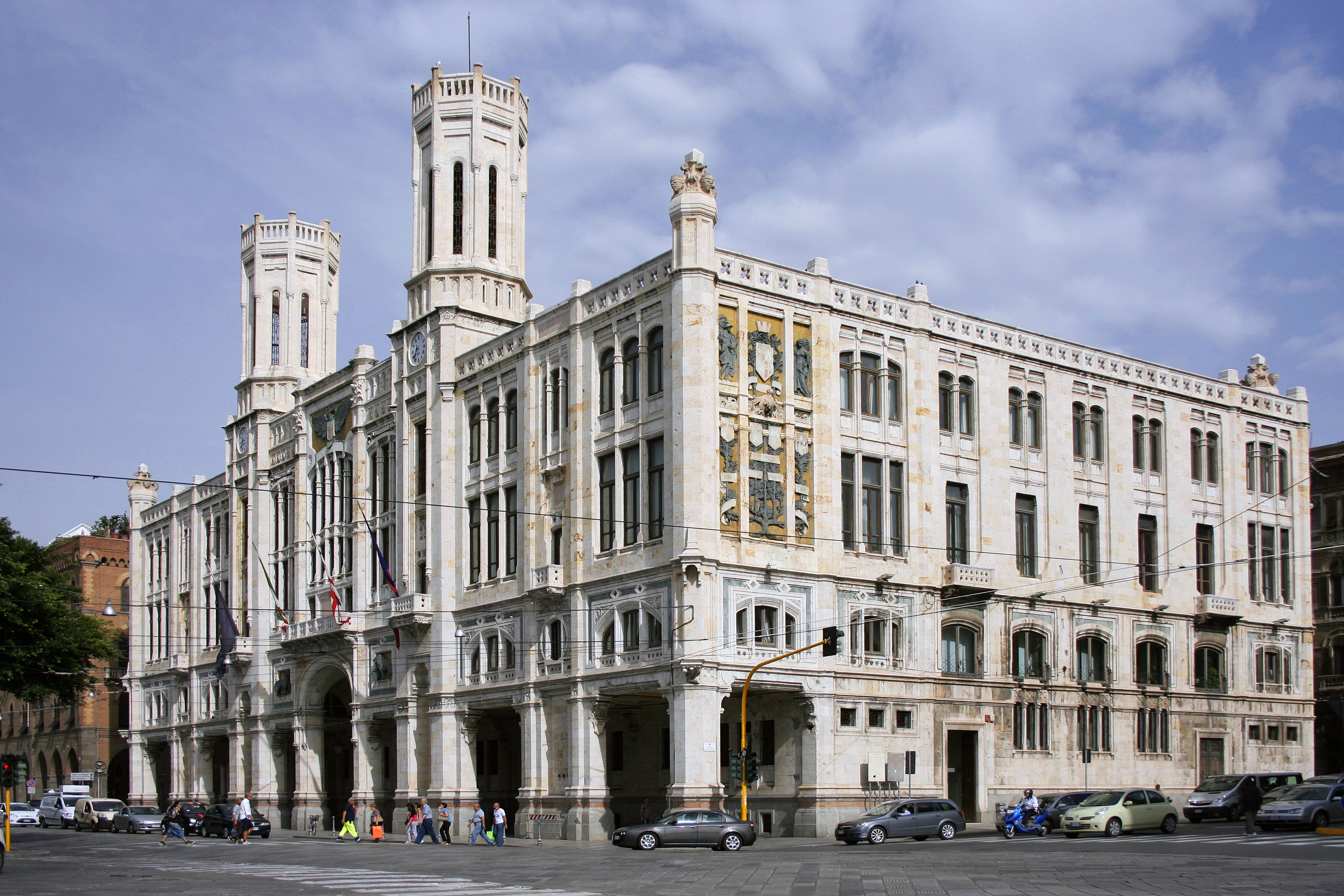
Rathaus von Cagliari

Die Metropolitanstädte (italienisch Città metropolitane) sind eine von der italienischen Verfassung vorgesehene Körperschaft, die gleichzeitig sämtliche Funktionen einer Provinz und zusätzlich einige übergeordnete Gemeindefunktionen übernimmt.
Anders als der Wortlaut suggeriert, handelt es sich bei den Metropolitanstädten daher nicht um Städte im eigentlichen Sinne. Die italienischen Metropolitanstädte sind vielmehr die Rechtsnachfolger von ehemaligen italienischen Provinzen, die umbenannt und mit zusätzlichen Funktionen ausgestattet wurden.
Die Metropolitanstädte sind in Gemeinden untergliedert, genauso wie die Provinzen.

## Wahlsystem

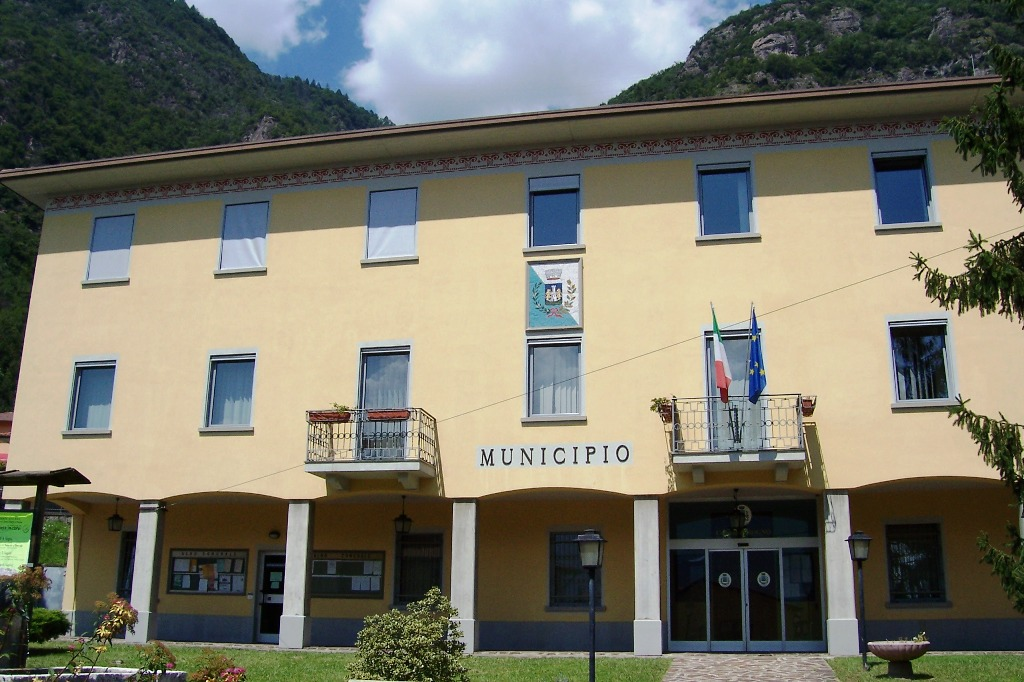
Rathaus von Rogno, Provinz Bergamo

Zwecks der Anwendung des Wahlsystems werden die Gemeinden in den Regionen mit Normalstatut in zwei Kategorien unterteilt:
- Für Gemeinden bis 15.000 Einwohnern gilt das einfache Mehrheitssystem: Es wird zum Bürgermeister gewählt, wer die meisten Stimmen auf sich vereinigen kann, die ihn unterstützende Liste bekommt grundsätzlich zwei Drittel der Sitze im Gemeinderat.

- Für Gemeinden über 15.000 Einwohnern gilt: Erreicht ein Kandidat die absolute Mehrheit der abgegebene Stimmen, wird er schon im ersten Wahlgang zum Bürgermeister gekürt. Erreicht kein Kandidat dieses Quorum, ist eine Stichwahl zwischen den zwei stärksten Kandidaten erforderlich. Die Koalition des gewählten Bürgermeisters bekommt in der Regel 60 % der Sitze im Gemeinderat.[9]

Wird dem Bürgermeister das Vertrauen durch den Gemeinderat entzogen, tritt er zurück oder lebt er ab, so müssen Neuwahlen einberufen werden. Dieselbe Regelung gilt auch für Regionen. Bis zur Wahl eines neuen Bürgermeisters wird die Gemeinde von einem Regierungskommissar verwaltet. In der Regel beträgt die Amtszeit des Bürgermeisters (und der anderen kommunalen Organe) fünf Jahre.
Die regionalen Wahlgesetze in den autonomen Regionen mit Sonderstatut haben im Wesentlichen die gesamtstaatliche Regelung übernommen. Allerdings bestehen regionale Besonderheiten.
- In Sizilien werden die Gemeinden in drei Kategorien unterteilt:
  - Bis 10.000 Einwohner gilt das einfache Mehrheitssystem,
  - über 10.000 bis 15.000 das Proporzsystem ohne die Möglichkeit einer Stichwahl,
  - über 15.000 Einwohner das Proporzsystem mit etwaiger Stichwahl.[10]
- Für die Gemeinden in der Provinz Bozen sieht das Wahlgesetz von Trentino-Südtirol Sonderregelungen vor, um die angemessene Vertretung der deutschen, italienischen und ladinischen Sprachgruppe sicherzustellen.[2]

## Bezeichnungen

Mauerkrone im Wappen der Gemeinden

Mauerkrone im Wappen von Städten

Durch Dekret der Präsidenten der Republik können Gemeinden in den Rang von Städten erhoben werden (italienisch città). Dies hat keinerlei rechtliche Auswirkungen. Lediglich dürfen solche Gemeinden ihr Wappen mit einer goldenen Krone schmücken.
- In Südtirol werden diese Gemeinden als „Stadtgemeinden“ bezeichnet. Ferner dürfen sich dort einige Ortschaften „Marktgemeinden“ nennen, sofern sie diesen schon zu Zeiten der Habsburgermonarchie innehatten oder mindestens 5000 Einwohner zählen. In Südtirol haben alle Gemeinden einen deutschen und einen italienischen Ortsnamen. Ladinische Gemeinden in der Region Trentino-Südtirol werden zudem als chemun oder comun bezeichnet und tragen auch einen ladinischen Ortsnamen.
- Im Aostatal werden die Gemeinden sowohl als comune (it.) als auch als commune (frz.) bezeichnet. Die Ortsnamen selber sind alle französisch, bis auf die Hauptstadt Aosta/Aoste, welche auch die einzige città bzw. ville der Region ist.
- In Friaul-Julisch Venetien sind auch furlanische und slowenische Bezeichnungen vorzufinden.

### Municipio

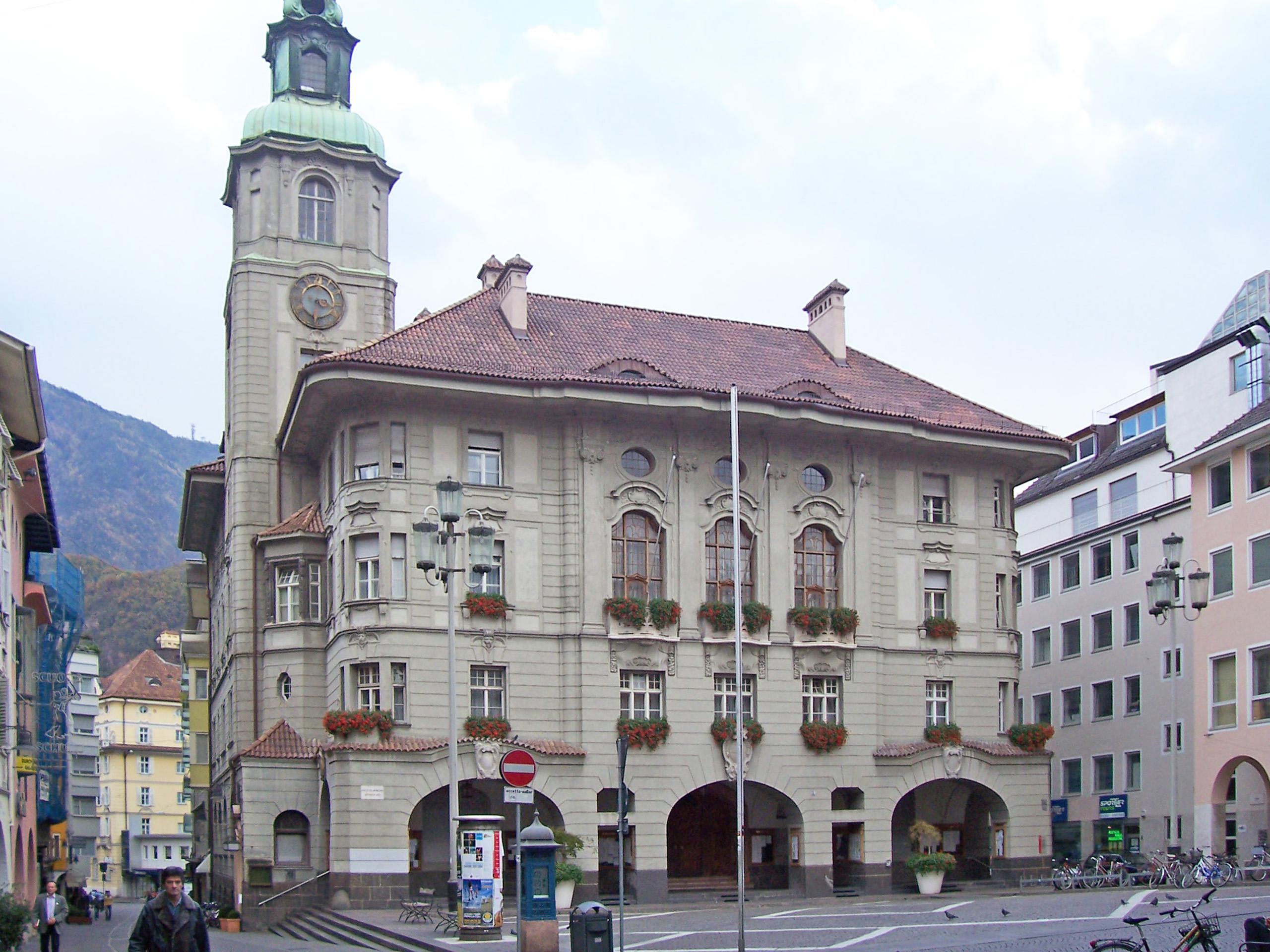
Rathausplatz in Bozen,

Gemeinhin wird für comune synonym auch die Bezeichnung municipio (plural municipi) verwendet (abgeleitet aus dem lateinischen Municipium), um den Sitz (Rathaus) oder die Gesamtheit der Gemeindebehörden auszudrücken.
Im Rahmen von Eingemeindungen können zudem Gemeindesprengel eingerichtet werden, die den ursprünglichen Gemeinden entsprechen und ebenfalls municipi genannt werden (nach der Rechtslage Trentino-Südtirols auf Deutsch Ortsgemeinden bezeichnet).
Nach den örtlichen Satzungen werden die Teilgebiete von Gemeinden bisweilen auch als municipi bezeichnet (vgl. beispielsweise die Stadtgliederung Roms).
Im Aostatal wird der Sitz der Gemeindeverwaltung auf Französisch mit dem Begriff Maison communale bezeichnet, mit Ausnahme des Sitzes der Verwaltung der Stadt Aosta, der als Hôtel de Ville bezeichnet wird.

## Zusammenschlüsse von Gemeinden
Gemeinden können gemeinsame Konsortien (italienisch consorzi) bilden, zum Beispiel für den Nahverkehr oder die Müllabfuhr, und sich zur Ausübung gewisser Funktionen zusammentun (unioni di comuni).
Die Regionen haben die verfassungsrechtliche Befugnis, die Gemeinden per Gesetz neuzuordnen, also durch Verschmelzung oder Abspaltung neue Gemeinden entstehen zu lassen. Auch können sie bestehende Berggemeinden in sogenannten Berggemeinschaften (italienisch comunità montana) organisieren.
Als Gemeindeverbände bestehen in Südtirol die Bezirksgemeinschaften, im Trentino die Talgemeinschaften (italienisch comunità di valle) und im Aostatal die Unionen der Gemeinden (Unité des Communes).

## Streugemeinden
Eine Gemeinde wird als Streugemeinde (italienisch comune sparso) bezeichnet, wenn einer der folgenden Fälle zutrifft:
- Die Fraktionen, aus denen die Gemeinde besteht, besitzen einen anderen Namen als die Gemeinde selbst, d. h. es gibt keine Ortschaft oder Siedlung mit dem Gemeindenamen. Beispiel: Die Gemeinde Monrupino in der Region Friaul-Julisch Venetien besteht aus den Fraktionen Col, Fernetti und Repen, es gibt aber keine Ortschaft Monrupino.
- Der Gemeindename setzt sich aus dem Namen mehrere Fraktionen zusammen, beinhaltet aber nicht alle Fraktionen, die zur Gemeinde gehören. Beispiel: Guidonia Montecelio in der Region Latium, ein Zusammenschluss mehrerer Fraktionen, aber nur zwei sind im Gemeindenamen genannt.
- Der Gemeindename stimmt mit dem Namen einer Fraktion überein, der Gemeindesitz liegt aber in einer anderen Fraktion. Beispiel Trevignano in Venetien mit dem Gemeindesitz in der Fraktion Falzè.[13]

## Statistiken
- Prettau (Predoi) in Südtirol ist die nördlichste Gemeinde auf italienischem Staatsgebiet.
- In Lampedusa e Linosa befindet sich Italiens südlichster Punkt.
- Die Gemeinde mit der größten Ausdehnung ist Rom (1.285 km²),
- die mit der kleinsten Atrani in Kampanien (0,12 km²).
- Rom ist auch die bevölkerungsreichste Gemeinde, mit über 2,8 Millionen Einwohnern.
- Nur 29 Einwohner zählt hingegen das piemontesische Moncenisio, in der Provinz Turin.

Die zehn größten Städte (Stand 31. Dezember 2023):
| Rang | Stadt   | Einwohnerzahl |
| ---- | ------- | ------------- |
| 1.   | Rom     | 2.751.747     |
| 2.   | Mailand | 1.371.499     |
| 3.   | Neapel  | 913.704       |
| 4.   | Turin   | 851.199       |
| 5.   | Palermo | 630.427       |
| 6.   | Genua   | 562.422       |
| 7.   | Bologna | 390.098       |
| 8.   | Florenz | 362.613       |
| 9.   | Bari    | 316.226       |
| 10.  | Catania | 298.680       |